# Auditfile
Een auditfile is een open standaard voor het bewaren en/of uitwisselen van gegevens uit administratieve systemen.
Auditfiles worden primair gebruikt voor uitwisseling van financiële gegevens uit boekhoudpakketten, loonadministratiepakketten en kassasystemen. De auditfiles kunnen vervolgens ingelezen worden in andere boekhoud- of loonadministratiepakketten om eenvoudig basisgegevens over te zetten. Daarnaast kunnen auditfiles ingelezen worden in analysepakketten waarmee, zonder specifieke kennis van bijvoorbeeld een boekhoudpakket, boekingen of andere vastleggingen kunnen worden geanalyseerd. Auditfiles worden dan ook gebruikt door de Belastingdienst, curatoren en door accountants.
Historisch heeft ieder land zijn eigen auditfileformaten ontwikkeld. Er wordt gewerkt aan internationale formaten zoals SAF-T. Nederland en België hebben ieder eigen formaten.
De eerste, financiële auditfile was gebaseerd op een ASCII-bestandsindeling (ADF). De huidige versies auditfiles kennen een XML-gebaseerde bestandsindeling.

## Nederland
De ontwikkeling van de eerste auditfile in Nederland lag primair bij de Belastingdienst. De ontwikkeling van de huidige versies van de auditfile liggen primair bij het Auditfileplatform. Dit is een samenwerking tussen de Belastingdienst, SRA en commerciële partijen. Daarnaast is er ook een referentieset van analyses voor auditfiles beschikbaar via Analytics Library.
De specificaties van huidige en historische auditfileversies worden beschikbaar gesteld door de Belastingdienst op de website Ondersteuning Digitaal Berichtenverkeer (ODB) van de Belastingdienst.

### Kenmerken
De belangrijkste bestandsextensies van de huidige Nederlandse auditfileformaten zijn:
Financiële mutaties:
- .adf voor eerste versie financiële auditfile (ASCII)
- .xaf voor tweede en derde versie auditfiles (XML)

Loonposten:
- .xas voor mutaties uit salarisverwerkingspakketten (XML)

Kassatransacties:
- .xaa XML Auditfile Afrekensystemen voor  POS transactiegegevens (XML)

Een auditfile met financiële mutaties bevat gegevens inzake grootboekrekeningen, dagboeken, grootboekmutaties en relatiegegevens van crediteuren en debiteuren De 3.x-versies omvatten ook informatie over de standen van onder andere subadministraties. Versie 3.2 kan eveneens een RGS-codering bevatten.
Een auditfile met loonmutaties omvat gegevens van looncomponenten per periode en per personeelslid, evenals gemaakte uren.
Een auditfileafrekensysteem bevat gegevens over kassatransacties, zoals de afgenomen producten en hoeveelheden en prijzen. Ook gegevens van medewerkers, betalingswijze en transacties zoals openen en sluiten van de kassalade kunnen geregistreerd worden. Versie 3.2 kan eveneens een RGS-codering bevatten.
Naast deze drie auditfileformaten zijn er nog andere auditfileformaten die weinig in de praktijk gebruikt worden, zoals voor rittenregistratie (XAB en XAR) en logistieke bewegingen van containers (XAC).

### Verwerken
Nederlandse auditfiles kunnen uitgewisseld worden met de volgende financiële programma's:
| Naam                             | XAF    | XAS    | XAA | Opmerkingen               |
| -------------------------------- | ------ | ------ | --- | ------------------------- |
| 7x24                             | Export | -      | -   | incl. RGS codering        |
| AFAS                             | Export | -      | -   |                           |
| AMF - Microsign Bedrijfssoftware | Export | -      | -   |                           |
| Asperion                         | Export | -      | -   | incl. RGS codering        |
| e-Boekhouden.nl                  | Export | -      | -   | incl. RGS codering        |
| Exact Online                     | Export | -      | -   |                           |
| Informer Software                | Export | -      | -   |                           |
| PowerAll                         | Export | -      | -   |                           |
| Twinfield                        | Export | -      | -   |                           |
| Unit4 Salaris                    | -      | Export | -   |                           |
| Visma AccountView                | Export | -      | -   | Openingsbalans ontbreekt. |
| Yardi Voyager                    | Export | -      | -   |                           |

De volgende programma's beheersen ook het uitlezen van Nederlandse auditfiles:
| Naam                    | Open source/gratis/betaald | XAF | XAS | XAA | ADF |
| ----------------------- | -------------------------- | --- | --- | --- | --- |
| Auditfile Converter     | Betaald                    | Ja  | Nee | Nee | Ja  |
| CaseWare IDEA           | Betaald                    | Ja  | Ja  | Ja  | Ja  |
| Easy2Analyse            | Betaald                    | Ja  | Ja  | Ja  | Ja  |
| Infine Grootboekanalyse | Betaald                    | Ja  | Nee | Nee | Nee |
| UNIT4 AccountAnalyser   | Betaald                    | Ja  | Nee | Nee | Nee |
| Invantive Business      | Gratis                     | Ja  | Nee | Nee | Nee |